# 郝明珠
郝明珠（1916年6月24日—2006年4月），女，陕西安定（现子长）人，习仲勋的第一任妻子。

## 生平經歷
郝明珠为陕西省安定县（今子长市）瓦窑堡人，曾任关中分区妇联主任。1935年和当时的陕甘边苏维埃主席习仲勋结婚。1936年6月至9月习仲勋任环县县委书记期间，郝明珠曾在环县妇女工作部工作。夫妇二人先后育有五个孩子，其中两个孩子夭折（第五個孩子於1944年因難產早夭）。根据其次女习乾平的回忆文章《瓦窑堡的一枝黑牡丹——习仲勋前夫人郝明珠的故事》，1944年初冬郝明珠与习仲勋离婚。
中华人民共和国时期，郝明珠曾任陕西省第五届人大常委会（1979年12月－1983年4月）委员。

## 家族成員
- 丈夫：习仲勋
  - 长女：习和平（1938年－1968年，在文革中不堪迫害而自杀，留下孩子由母亲郝明珠抚养成人）
  - 次女：习（1939年－），曾用名郝乾平
    - 次女婿：马宝善（1941年－），山西古交人，曾任法制日报社副社长、副总编辑
      - 外孙：马元（1983年2月—），演员

  - 长子：習正寧（1941年－1998年11月27日），曾用名习富平，曾任陕西省委组织部副部长兼青幹处处长、海南省政法委书记兼司法厅厅长
- 姨父：吴岱峰